# 櫻井智
櫻井 智（さくらい とも、1971年〈昭和46年〉9月10日 - 2025年〈令和7年〉8月13日）は、日本の声優、女優、歌手、アイドル。旧芸名は桜井 智。フェザード最終所属。

## 経歴
千葉県出身。女4人姉妹の末っ子として生まれる。
昔は赤面症の子供だったが、1986年（中学3年生）の夏に姉と行った少年隊のミュージカル『PLAYZONE'86 MYSTERY』を見たことをきっかけに「舞台に立ってみたい」という思いが芽生えた。同年、もうすぐ15歳になるという頃、購入したオーディション雑誌『月刊デビュー』の広告で見た3つのオーディションに応募。過去に3人の姉も芸能界に憧れて両親にねだったことがあったが、反対されていたのを見ていたため、両親には内緒でオーディションを受けた。応募した3つとも合格したが、一番最初に通知をくれたエルスタッフプロモーションに「はい」と返事をしてしまったことから、「後で断るのは悪いな」と思い、エルスタッフプロモーションに所属した。
オートバイレースの「KISSレーシングチーム」マスコットガール を経て、1987年、絵本美希・島えりかと共にアイドルグループ「レモンエンジェル」のメンバーとして16歳でデビュー。このグループはアダルトアニメ『くりいむレモン』から派生した同名アニメ『レモンエンジェル』とのメディアミックスの中で生まれたもので、グループとしての代表作は同名アニメの主題歌であった『第一級恋愛罪』（バナナラマのカバー）、個人としての代表曲は『たそがれロンリー』。グループ内のメインボーカルとして活躍。当時は俗に言われる「アイドル冬の時代（または「アイドル氷河期」）」と重なっていたため、テレビの音楽番組などへの出演は皆無に等しかったが、「カメラ小僧」と呼ばれる人々を惹き付けるような大胆な衣装と振り付けで支持を受ける。
日出女子学園高等学校卒業。
1991年、ミュージカル『足ながおじさん』のジュディ役で舞台デビュー、1992年には『若草物語』のベス役で全国39か所を公演、朝倉薫演劇団に入団し、看板女優として活躍。アイドルとしても1993年、PCゲーム『誕生 〜Debut〜』のタイアップユニット「サブリナ」のメンバーとしてイメージソングCDをリリースした。
1993年、『ドラゴンリーグ』で声優としてもデビュー。厳密には「レモンエンジェル」時代に同名のアニメ番組で声優活動をしているが、本格的、かつ公式にはこれをもってデビューとしている。1994年、『マクロス7』のミレーヌ・ジーナス役でブレイク。これに関連して前作『超時空要塞マクロス』のヒロイン、リン・ミンメイ役の飯島真理との親交が始まり、飯島の楽曲カヴァーを歌うほか、楽曲提供を受けた。1995年、『怪盗セイント・テール』でTVアニメ初主演。同作は本人主演のミュージカルとして全国30か所で公演された。その後も精力的に雑誌、ラジオ、TV、舞台、イベント活動などをこなし「アイドル声優」として一時代を築く。
1999年6月に中学時代の同級生である一般の会社員男性と結婚、2000年7月に娘を出産。相手の男性とは中学のときにグループ交際しており、高校は別々だったため交流は途絶えたが20歳のときに出身の市川市の夏祭りで久しぶりに出会い、再び交際を始めていた。2000年、妊娠中の思い出にセミヌード写真集『RIPPLE』を発売、撮影を行った同年3月は妊娠5カ月のときで、同作ではお腹のふくらみがわからないアングルのみにしていた。
2003年8月8日に『スーパーロボット大戦D』のCMナレーションとして声優業に復帰。
2004年11月25日、所属する「朝倉薫演劇団」との事業提携委託で、「アイムエンタープライズ」の所属となる。以後声優としての仕事はアイムエンタープライズを通して行われることとなり、声優雑誌のプロフィールではアイム所属と表記。2008年3月31日、朝倉薫演劇団との業務提携委託解消のため、アイムエンタープライズを退所、同時にエルスタッフプロモーションからも退所したことを発表。フリーで活動していたが、2009年4月1日付けで、アイムエンタープライズに再所属となった。しかし、2014年11月30日をもって、再びアイムエンタープライズとの契約を終了し、再度のフリー期間を迎えた。
2016年9月1日、公式ウェブサイトのブログにて声優業から引退することを発表、その理由として、「昔は喉がとても強く、何時間歌っていてもこわれることはなく、更に元気になる声帯をもっていましたが、最近では、役者としての大事な声が、かなり出づらくなってきているのを実感しています」とし、そのような変化に対応できなかったことを挙げている。今後については明言していないが、「私もゆっくりこれからのことを暗中模索して次なるステップをしたいと思います」と報告した。
2019年5月31日、Twitter・Instagramの開設と、芸能活動への復帰を発表した。
2022年6月24日、フェザード所属になったことを発表。

### 闘病・死去
2025年8月10日、緊急入院と同月17日に予定されていたライブの中止を発表したが、その3日後となる同月13日0時40分、多臓器癌の症状悪化のため、死去した。53歳没。訃報は同月16日に所属事務所より発表された。事務所側により公表された経緯として、櫻井は2023年8月に膵臓がんと診断され、医師から「余命1年」と宣告されていた。その後は抗がん剤治療や放射線治療などを行いつつ、8月17日のライブに向けて筋力回復のトレーニングなどを行ってきたが、2025年8月4日に容態が悪化し緊急入院、13日の未明に息を引き取ったという。葬儀は近親者のみでおこない、後日お別れの会の実施を予定している。

## 人物
1996年時点での演じる役柄は、どれも基本的に等身大の、いかにも女の子らしいキャラクターで、皆キャンキャンと怒っていることが多い。赤系統の髪の毛のキャラクターも多いが、1996年時点での櫻井自身の好きな色は白、黄色、水色、ピンクだという。
趣味は裁縫、人間ウォッチング。

## 後任
2016年の引退後、持ち役を引き継いだのは以下の通り。2019年の活動復帰後も、これらの役に関しては後任がそのまま演じている。
| 後任       | 役名               | 概要作品      | 後任の初担当作品                  |
| ---------- | ------------------ | ------------- | --------------------------------- |
| 平野綾     | ミレーヌ・ジーナス | 『マクロス7』 | 『歌マクロス スマホDeカルチャー』 |
| 井上喜久子 | 日輪               | 『銀魂』      | 『銀魂. 銀ノ魂篇』                |

## 出演
太字はメインキャラクター。

### テレビアニメ
1987年
- ミッドナイトアニメ・レモンエンジェル（トモ〈桜井智〉）

1993年
- ドラゴンリーグ（ウィナ姫 / ウィル）

1994年
- 赤ずきんチャチャ（1994年 - 1995年、マリン）
- マクロス7（ミレーヌ・ジーナス）

1995年
- 神秘の世界エルハザード（シェーラ・シェーラ）
- 怪盗セイント・テール（1995年 - 1996年、羽丘芽美 / 怪盗セイント・テール）
- クマのプー太郎（超美人）

1996年
- ガンバリスト!駿（1996年 - 1997年、折笠麗子）
- るろうに剣心 -明治剣客浪漫譚-（1996年 - 1998年、巻町操）

1998年
- 異次元の世界エルハザード（シェーラ・シェーラ）
- スーパードール★リカちゃん（1998年 - 1999年、ドールリカ）

2005年
- 灼眼のシャナ（2005年 - 2011年、坂井千草） - 3シリーズ
- ポケットモンスター アドバンスジェネレーション（キミ）
- 舞-乙HiME（レナ・セイヤーズ）

2006年
- 遊☆戯☆王デュエルモンスターズGX（斎王美寿知）

2007年
- アイドルマスター XENOGLOSSIA（三浦あずさ）
- 大江戸ロケット（青い女 / ゆう）
- ZOMBIE-LOAN（思徒の母）
- ポケットモンスター ダイヤモンド&パール（2007年 - 2010年、シロナ）
- 名探偵コナン（2007年 - 2010年、小倉朔子、早織、名取深汐）

2008年
- 破天荒遊戯（ジェンフープの妻）

2009年
- 銀魂（2009年 - 2015年、日輪〈初代〉） - 3シリーズ
- ドラえもん（テレビ朝日版第2期）（ロップル）
- Phantom 〜Requiem for the Phantom〜（美緒の母）
- ライブオン CARDLIVER 翔（プラグ、華れい子）

2010年
- 神のみぞ知るセカイ（飛鳥空）

2012年
- あらしのよるに 〜ひみつのともだち〜（母ツバメ）
- 黒魔女さんが通る!!（チョコのママ）
- ポケットモンスター ベストウイッシュ シーズン2（シロナ）

2015年
- うしおととら（ギリョウ兄妹・母 / コウシ）
- 蒼穹のファフナー EXODUS（アニラ・オーロビンド・ゴーシュ）

2016年
- 甲鉄城のカバネリ（無名の母）
- 名探偵コナン コナンと海老蔵 歌舞伎十八番ミステリー（潮路ゆかり）

2019年
- 進撃の巨人（2019年 - 2023年、グリシャの母 / ジーク祖母 他） - 3シリーズ

2020年
- ポケットモンスター（2020年 - 2022年、ヨシノ、シロナ）
- もっと!まじめにふまじめ かいけつゾロリ（チキチータママ）

2021年
- SHAMAN KING（小山田圭子）

2023年
- 僕らの雨いろプロトコル（ゲームアナウンス）

2024年
- じいさんばあさん若返る（斎藤楓）

### 劇場アニメ
1994年
- 餓狼伝説 -THE MOTION PICTURE-（スーリア・ゴーダマス）

1995年
- マクロス7 銀河がオレを呼んでいる!（ミレーヌ・ジーナス）

1999年
- スーパードール★リカちゃん リカちゃん絶体絶命!ドールナイツの奇跡（ドールリカ）

2007年
- 劇場版 灼眼のシャナ（坂井千草）

2009年
- 映画ドラえもん 新・のび太の宇宙開拓史（ロップル）

2011年
- クレヨンしんちゃん 嵐を呼ぶ黄金のスパイ大作戦（ライム）

2012年
- マクロスFB7 オレノウタヲキケ!（ミレーヌ・ジーナス）

2015年
- 映画 妖怪ウォッチ エンマ大王と5つの物語だニャン!（ユウトの母）

2019年
- 甲鉄城のカバネリ 海門決戦（海門衆、無名の母）

### OVA
1988年
- プロジェクトA子3 シンデレラ・ラプソディ（トモ〈桜井智〉）

1995年
- 赤ずきんチャチャ（1995年 - 1996年、マリンちゃん）
- 神秘の世界エルハザード（シェーラ・シェーラ）
- YAMATO2520（マーシィ・シマ）

1996年
- エンジェル伝説（小磯良子）
- ガルフォース・ザ・レボリューション（1996年 - 1997年、パティ）
- シャーマニックプリンセス（紗羅）
- 超人学園ゴウカイザー（孫華鈴）

1997年
- 神秘の世界エルハザード2（シェーラ・シェーラ）
- マクロス ダイナマイト7（ミレーヌ・ジーナス）
- 八雲立つ（布椎寧子）

1998年
- 火聖旅団 ダナサイト999.9（有紀玲）

2005年
- いつだってMyサンタ!（ノエル先生）

2009年
- 灼眼のシャナS（坂井千草）

2011年
- るろうに剣心 -明治剣客浪漫譚- 新京都編（巻町操）※劇場先行公開

2012年
- Holy Knight（リリス母）

2016年
- 銀魂° 愛染香篇（日輪）※コミックス第65巻・第66巻DVD同梱版

2019年
- 蒼穹のファフナー THE BEYOND（2019年 - 2020年、アニラ・オーロビンド・ゴーシュ）

### Webアニメ
- ポケットモンスター 神とよばれし アルセウス（2022年、シロナ）

### ゲーム
1995年
- アニメフリーク FX Vol.1 - Vol.3（1995年 - 1996年、ライスボール・トモ） - 3作品
- サムライスピリッツ 斬紅郎無双剣（リムルル）
- 超人学園ゴウカイザー（かりん）
- ドラゴンマスターシルク2（シルク）

1996年
- 赤ずきんチャチャ 〜お騒がせ! パニックレース〜（マリン）
- 神秘の世界エルハザード（シェーラ・シェーラ）
- NOëL NOT DiGITAL（清水代歩）

1997年
- 天外魔境 第四の黙示録（夢見）
- マクロス DIGITAL MISSION VF-X（アオイ・ツワブキ）
- 女神天国II（ルルベル）

1998年
- チョロQジェット レインボーウイングス（リリー）
- NOëL3（1998年 - 1999年、清水代歩） - 2作品
- ミサの魔法物語（神原巫紗）
- ユーラシアエクスプレス殺人事件（小比木玲子）

1999年
- Cybernetic EMPIRE（ニーナ・レベデワ）

2000年
- Dog of BAY ドッグ オブ ベイ（リリアン）

2003年
- 超時空要塞マクロス（エマ・グレンジャー）

2005年
- 第3次スーパーロボット大戦α 終焉の銀河へ（ミレーヌ・ジーナス）

2006年
- 灼眼のシャナ（坂井千草）
- 舞-乙HiME 乙女舞闘史!!（レナ・セイヤーズ）
- るろうに剣心 -明治剣客浪漫譚- 炎上!京都輪廻（巻町操）
- 天外魔境 第四の黙示録（夢見）

2007年
- 遊☆戯☆王デュエルモンスターズGX タッグフォース2（斎王美寿知）

2008年
- マクロスエースフロンティア（ミレーヌ・ジーナス）
- 遊☆戯☆王デュエルモンスターズGX タッグフォース3（斎王美寿知）

2009年
- マクロスアルティメットフロンティア（ミレーヌ・ジーナス）

2011年
- グローランサーIV オーバーリローデッド（パメラ）
- マクロストライアングルフロンティア（ミレーヌ・ジーナス）
- るろうに剣心 -明治剣客浪漫譚- 再閃 / 完醒（2011年 - 2012年、巻町操） - 2作品

2012年
- 桜花センゴク! Portable（真田信幸ちゃん）
- 第2次スーパーロボット大戦Z 再世篇（ミレーヌ・ジーナス）

2013年
- 幻獣姫（ベルゼバブ）
- マクロス30 銀河を繋ぐ歌声（ミレーヌ・ジーナス）

2014年
- 第3次スーパーロボット大戦Z 時獄篇 / 天獄篇（2014年 - 2015年、ミレーヌ・ジーナス） - 2作品

2015年
- STELLA GLOW（アナスタシア）

2016年
- クイズRPG 魔法使いと黒猫のウィズ（ミレーヌ・ジーナス）
- グランブルーファンタジー（アリシア）
- マクロスΔスクランブル（ミレーヌ・ジーナス）

2018年
- 銀魂乱舞（日輪） - ライブラリー出演

2020年
- 共闘ことばRPG コトダマン（巻町操）

2022年
- ポケモンメザスタ ダブルチェイン2だん（シロナ）

2023年
- 魔界戦記ディスガイア7（フヨウ、シュガー、スパイス）
- 役づくりパズル ゆめいろユラム（ノエラ）

2025年
- ファントム・ブレイブ 幽霊船団と消えた英雄（メイフェア、アサギ）

### ドラマCD
- アイドルマスター XENOGLOSSIA オリジナルドラマvol.1 - vol.3（三浦あずさ）
- サムライスピリッツ斬紅郎無双剣 アレンジサウンドトラック（リムルル）
- 超人学園ゴウカイザー ドラマCD Vol.1 - 3
- とある魔術の禁書目録II ARCHIVES3（去澤葵）
- 乃木坂春香の秘密 オーディオドラマ「京都です〜☆」（七城那奈瀬）※OVA乃木坂春香の秘密 ふぃな〜れ♪ 第1巻 初回限定版特典CDに収録
- 平成タイムボカン カエッテキタマンvol.3（カム / カエッテキタマン）
- BOOM TOWN SONG SONG SONG（武部朱留）
- るろうに剣心 -明治剣客浪漫譚-（神谷薫）
- 八雲立つ 音盤物語（布椎寧子）
- ネバギバ!（水無瀬樹梨）
- 声優だぁ〜い好き2/Kissしましょ！（アリッサ）
- MIND SCREEN〜HEAVEN〜（高瀬千鶴美）

### 吹き替え

#### 担当俳優
アンジェラ・ベイビー
- TAICHI/太極 ゼロ（ユーニャン）
- TAICHI/太極 ヒーロー（ユーニャン）
- ライズ・オブ・シードラゴン　謎の鉄の爪（イン・ルイジ）

#### 映画
- 18歳の"やっちまえ"リスト（クリステン・ブラックモア〈ナタリー・ジー〉）
- アドミッション -親たちの入学試験-（ポーシャ・ネイサン〈ティナ・フェイ〉）
- イントルーダーズ（ルイサ〈ピラール・ロペス・デ・アジャラ〉）
- ウルフクリーク/猟奇殺人谷（2009）（クリスティ・アール〈ケスティー・モラッシ〉）
- ヴァンピレラ（1996）（エラ〈タリサ・ソト〉）
- 決戦・紫禁城（飛鳳公主〈ヴィッキー・チャオ〉）
- コールド・ウォー 香港警察 二つの正義（ミシェル〈マー・イーリー）
- サード・パーソン（ジュリア〈ミラ・クニス〉）
- 最終目的地（アーデン・ラングトン〈シャルロット・ゲンズブール〉）
- タイガー・マウンテン 雪原の死闘（マー・チンリエン〈ユー・ナン〉）
- ドラゴンゲート 空飛ぶ剣と幻の秘宝（スー・フイロン〈メイヴィス・ファン〉）
- ドラゴン・ブレイド（パルティアの女王〈ロリー・ペスター〉）
- ビバリウム（ジェマ〈イモージェン・プーツ〉）
- ファイナル・ドラゴン（月児〈ジュエ・リンロン〉[37]）※BD版
- メイク・イット・ハプン!（カルメン）
- モンキー・マジック 孫悟空誕生（嫦娥梁〈ジジ・リョン〉）
- ランナーランナー（レベッカ・シャフラン〈ジェマ・アータートン〉）※プレシディオ / ハピネット版

#### ドラマ
- ER XV 緊急救命室 #20（リリー〈シャノン・マクレモア〉）
- 宇宙空母ギャラクティカ（1978年劇場公開版）（セリーナ〈ジェイン・シーモア〉）
- AJ&クイーン #9（ベス〈ジェーン・クラコウスキー〉）
- 還魂（チン・ホギョン〈パク・ウネ〉）
- glee/グリー 踊る♪合唱部!?（テリー・シュースター〈ジェサリン・ギルシグ〉）
- XIII2:THE SERIES サーティーン2：ザ・シリーズ（ベティ〈ロキサーヌ・メスキダ〉）
- 謀りの後宮（上官婉児〈チェン・シウリー〉）
- NIP/TUCK マイアミ整形外科医（ダフネ・ペンデル〈ジェイミー・レイ・ニューマン〉）
- 続ハリーズ・ロー 裏通り法律事務所（ブリアナ〈ジェサリン・ギルシグ〉）
- 二人の王女
- マイ・ヒーリング・ラブ〜あした輝く私へ〜（ブラックバタフライ会長婦人〈シム・ウンジン〉）※テレビ東京放送版
- ライブラリアンズ 第一章 失われた秘宝（イヴ・ベアード大佐〈レベッカ・ローミン〉）
- レディプレジデント〜大物（チャン・セジン〈イ・スギョン〉[38]）

#### アニメ
- ウルフウォーカー（モル〈マリア・ドイル・ケネディ〉）
- ターザン（アリス〈ジェイミー・レイ・ニューマン〉）
- リトルフット クビナガ恐竜がやってきた（アリ）
- ロビンソン・クルーソー（カワセミのキキ）

### CM
- スーパーロボット大戦D（ミレーヌ・ジーナス）※声優復帰作

### テレビドラマ
- はぐれ刑事純情派（第5シリーズ）「過激なダイエット・盗撮された女子高生」（テレビ朝日、1992年8月19日、レモンエンジェル解散 - 声優業本格進出の間に単発出演） - 大崎まゆみ 役
- 月曜プレミア8（テレビ東京）
  - 再雇用警察官5（2023年3月13日）
  - 警視庁追跡捜査係-交錯-（2023年8月7日） - 喫茶店店主 役
- めんつゆひとり飯2 4話（BS松竹東急、2024年10月23日） - A子 役（声の出演）
- レプリカ 元妻の復讐 1話（テレビ東京、2025年7月7日） - 葵の母 役（声の出演）

### ラジオ
- アニメExpress〜ギャラクシー・ネットワーク〜（TBSラジオ、1995年4月 - 1997年9月）
  - マクロス・ジェネレーション（カナリー・ミンメイ）
- 桜井智のかボちゃにお願い（TBSラジオ）
- 桜井智の魔法少女の時間（ニッポン放送、1997年10月 - 1998年3月）
- 桜井智のラジオ演劇部（文化放送、1998年10月 - 1999年3月）
- 桜井智のTOMOだちRADIO（ラジオ大阪）
- 天外魔境・無国籍食堂（てんがいまきょう・であいのちゃや）（ラジオ日本）
- MARIVE MAGICAL PASSAGE（BAYFM、1998年4月 - 2000年頃まで 木曜担当）[39]
- ゆく年くる年（TBSラジオ、1996年）
- CHERRY PRINCESS（エフエム富士他）

### その他コンテンツ
- ミュージカル「姫ちゃんのリボン」（森愛美）
- マクロス7『ミレーヌバーチャルポケット』徳間書店（ミレーヌ・ジーナス）※パソコン用音声ソフト
- WEEKEND JOY（NHK BS2、1997年4月 - 1999年3月 顔出しの総合司会）
- オーディオドラマ「武装中学生」（高津マリコ）
- きまぐれオレンジ☆ロード ラジオドラマ版（鮎川まどか）
- ときドキ時計（百里アズサ〈お姉ちゃん〉）
- 夕食ばんざい（フジテレビ）
- ウッチャンナンチャンのウリナリ!!　ウリナリ声優部（日本テレビ）
- ラジオドラマ「ダブルヒロイン」（ベティ）※文化放送"AKB48秋元才加・宮澤佐江のうっかりチャンネル"内で放送
- クイズ!脳ベルSHOW（BSフジ、2020年8月17・18日）
- X年後の関係者たち（BS-TBS、2022年10月11日）
- 昼めし旅（テレビ東京、2022年11月15日、2023年2月14日、5月16日、6月6日）
- 劇団岸野組「がんばれ!ロボコップ」（2023年5月24日 - 28日、下北沢・本多劇場）

## ディスコグラフィ

### シングル
| 枚                         | 発売日         | タイトル                                          | 規格品番       | オリコン 最高位 |
| 日本コロムビア             | 日本コロムビア | 日本コロムビア                                    | 日本コロムビア | 日本コロムビア  |
| -------------------------- | -------------- | ------------------------------------------------- | -------------- | --------------- |
| 非売品                     | 1993年         | 風のように流のように -LIKE A WIND, LIKE A STREAM- | GSS-1161-NP    | -               |
| ビクターエンタテインメント |                |                                                   |                |                 |
| 1st                        | 1995年7月24日  | BABY,BABY                                         | VIDL-10685     | 93位            |
| 2nd                        | 1995年11月1日  | 今宵ランデヴー                                    | VIDL-10709     | 位              |
| ポニーキャニオン           |                |                                                   |                |                 |
| 3rd                        | 1997年10月17日 | Chase Your Dream!                                 | PCDA-01011     | 位              |
| 4th                        | 1998年9月18日  | ガラスのマリオン                                  | PCDG-00100     | 位              |
| NECインターチャネル        |                |                                                   |                |                 |
| 5th                        | 1999年7月23日  | アシタノキミ                                      | NEDA-10005     | 位              |
| 6th                        | 1999年7月23日  | その夢は何色?                                     | NEDA-10006     | 位              |

### アルバム
| 枚                         | 発売日                     | タイトル                        | 規格品番                   | オリコン 最高位            |
| ビクターエンタテインメント | ビクターエンタテインメント | ビクターエンタテインメント      | ビクターエンタテインメント | ビクターエンタテインメント |
| -------------------------- | -------------------------- | ------------------------------- | -------------------------- | -------------------------- |
| 企画                       | 1995年5月3日               | Mylene Jenius sings Lynn Minmay | VICL-576                   | 9位                        |
| 1st                        | 1995年9月21日              | T-mode                          | VICL-687                   | 位                         |
| ポニーキャニオン           |                            |                                 |                            |                            |
| セルフカバー               | 1996年3月21日              | L.A.Early TOMO sakurai          | PCCG-00352                 | 位                         |
| ビクターエンタテインメント |                            |                                 |                            |                            |
| 2nd                        | 1996年4月24日              | Cherry                          | VICL-762                   | 位                         |
| ポニーキャニオン           |                            |                                 |                            |                            |
| 3rd                        | 1998年7月17日              | OVERLAP                         | PCCG-00460                 | 位                         |
| 4th                        | 1998年10月21日             | 12の旋律                        | PCCG-00470                 | 位                         |
| 5th                        | 1999年8月4日               | Summer Holidays                 | PCCG-00502                 | 位                         |
| Cosmic★Gate                |                            |                                 |                            |                            |
| 6th                        | 2011年8月24日              | ありがとう                      | XNCG-10022                 | 位                         |

| 枚                         | 発売日         | タイトル                                              | 規格品番      | オリコン 最高位 |
| パイオニアLDC              | パイオニアLDC  | パイオニアLDC                                         | パイオニアLDC | パイオニアLDC   |
| -------------------------- | -------------- | ----------------------------------------------------- | ------------- | --------------- |
| 1st                        | 1996年2月21日  | ACTRESS                                               | PICA-1090     | 位              |
| ビクターエンタテインメント |                |                                                       |               |                 |
| 2nd                        | 1997年1月22日  | 桜井智のTOMOだちラジオ on CD 〜Valentine SPECIAL〜    | VICL-23122    | 位              |
| パイオニアLDC              |                |                                                       |               |                 |
| 3rd                        | 1997年2月26日  | ACTRESS II                                            | PICA-1130     | 位              |
| ポニーキャニオン           |                |                                                       |               |                 |
| 4th                        | 1997年4月18日  | 桜井智の「ひたすら声優志願」スペシャルCD              | PCCA-01103    | 位              |
| パイオニアLDC              |                |                                                       |               |                 |
| 5th                        | 1997年11月26日 | Cherry Christmas 〜クリスマス・ファンタジー・アワー〜 | PICA-1154     | 位              |
| 6th                        | 1998年3月11日  | Actress "Jitterbug"                                   | PICA-1161     | 位              |

| 枚                           | 発売日                       | タイトル                      | 規格品番                     | オリコン 最高位              |
| ダブリューイーエー・ジャパン | ダブリューイーエー・ジャパン | ダブリューイーエー・ジャパン  | ダブリューイーエー・ジャパン | ダブリューイーエー・ジャパン |
| ---------------------------- | ---------------------------- | ----------------------------- | ---------------------------- | ---------------------------- |
| 1st                          | 1999年2月24日                | Can-D 〜Musical Selection〜   | WPC7-10018                   | 位                           |
| パイオニアLDC                |                              |                               |                              |                              |
| 2nd                          | 2000年3月21日                | ACTRESS series Best Selection | PICA-1206                    | 位                           |

| 発売日 | タイトル          | 規格品番  | 収録曲                                                                            | 備考                                       |
| ------ | ----------------- | --------- | --------------------------------------------------------------------------------- | ------------------------------------------ |
| 1995年 | 桜井智 未発表曲集 | CUTE-0001 | 1. 「サファイアの夜」 2. 「蒼いルージュ」 3. 「約束」 4. 「忘れかけたセレナーデ」 | イベント（バレンタインエイド）限定で販売。 |

### ライブ映像
| 発売日         | タイトル                                   | 規格品番   |
| -------------- | ------------------------------------------ | ---------- |
| 1999年11月17日 | TOMO NATSU'99 SUMMER SPECIAL STAGE         |            |
| 2000年4月25日  | 櫻井智 Christmas Fantasy Live 1999         | BIBE-1220  |
| 2012年3月28日  | 櫻井智デビュー25周年記念ライブ“ありがとう” | XNCG-12010 |

### タイアップ曲
| 楽曲                                              | タイアップ                                                              | 時期   |
| ------------------------------------------------- | ----------------------------------------------------------------------- | ------ |
| 風のように流のように -LIKE A WIND, LIKE A STREAM- | 「愛媛県大洲市・大洲青年自然の家」イメージソング                        | 1993年 |
| BABY,BABY                                         | ラジオ『アニメExpress〜ギャラクシー・ネットワーク〜』エンディングテーマ | 1995年 |
| 今宵ランデヴー                                    | ラジオドラマ『きまぐれオレンジロードOriginal』エンディングテーマ        | 1995年 |
| Rainy Park                                        | ラジオドラマ『きまぐれオレンジロードOriginal』イメージソング            | 1995年 |
| Chase Your Dream!                                 | '97インターTEC イメージソング                                           | 1997年 |
| アシタノキミ                                      | テレビアニメ『スーパードール★リカちゃん』オープニングテーマ             | 1999年 |
| その夢は何色?                                     | テレビアニメ『スーパードール★リカちゃん』エンディングテーマ             | 1999年 |

### キャラクターソング
| 発売日   | 商品名 | 歌                                                       | 楽曲                                    | 備考                                                 |
| 1995年   | 1995年 | 1995年                                                   | 1995年                                  | 1995年                                               |
| -------- | --- | -------------------------------------------------------- | --------------------------------------- | ---------------------------------------------------- |
| 12月10日 | 「恋」みたいな感じ                                                                                         | 羽丘芽美（桜井智）                                       | 「「恋」みたいな感じ」 「明日になれば」 | テレビアニメ『怪盗セイント・テール』イメージソング   |
| 1997年   | |                                                          |                                         |                                                      |
| 3月21日  | MACROSS DIGITAL MISSION VF-X ORIGINAL SOUNDTRACK                                                           | ミルキードールズ                                         | 「Only You」                            | ゲーム『マクロス デジタルミッション VF-X』関連曲     |
| 3月21日  | MACROSS DIGITAL MISSION VF-X ORIGINAL SOUNDTRACK                                                           | ミルキードールズ                                         | 「虹のパレット」                        | ゲーム『マクロス デジタルミッション VF-X』関連曲     |
| 7月21日  | るろうに剣心 シングルシリーズ Vol.1「Ice Blue Eyes」                                                       | 巻町操（桜井智）                                         | 「Ice Blue Eyes」                       | テレビアニメ『るろうに剣心』関連曲                   |
| 11月21日 | Friends 〜時空を越えて〜                                                                                   | リン・ミンメイ（飯島真理）、ミレーヌ・ジーナス（櫻井智） | 「Friends 〜時空を越えて〜」            | 「マクロスシリーズ」関連曲                           |
| 2007年   | |                                                          |                                         |                                                      |
| 10月10日 | アイドルマスター XENOGLOSSIA キャラクターアルバム Vol.2「熱唱！巨大（サンライズ）ロボットアニメソング 嵐」 | 三浦あずさ（櫻井智）                                     | 「エルガイム-Time for L.GAIM-」         | テレビアニメ『アイドルマスター XENOGLOSSIA』関連曲   |
| 2010年   | |                                                          |                                         |                                                      |
| 12月1日  | 神のみキャラCD.くれよん 飛鳥空 starring 櫻井智                                                             | 飛鳥空（櫻井智）                                         | 「初めての色」                          | テレビアニメ『神のみぞ知るセカイ』挿入歌             |
| 12月1日  | 神のみキャラCD.くれよん 飛鳥空 starring 櫻井智                                                             | 飛鳥空（櫻井智）                                         | 「たった一度の奇跡」                    | テレビアニメ『神のみぞ知るセカイ』エンディングテーマ |

## 写真集
- STAGE（NEWTYPE CV BOOK）（1996年2月、角川書店、撮影：平賀正明）ISBN 4048511122
- チェリーの休日（1996年7月、竹書房、撮影：塚田和徳）ISBN 4812401917
- can-d（パパラブックス）（1999年3月、テイアイエス、撮影：平賀正明）ISBN 4886181937
- RIPPLE（2000年4月、音楽専科社、撮影：武藤義）ISBN 4872790375
- スクールライフ（2025年3月、秋田書店、撮影：ICHI）デジタル写真集

## その他

### トレーディングカード
- 桜井智 〜12の旋律〜（未来蜂歌留多商会）[40]

### シリーズ一覧
1. ↑  『Season 3 Part 2』（2019年）、『The Final Season Part 1』（2021年）、『The Final Season 完結編（前編）』（2023年）